# James Berkeley (1er baron Berkeley)
Pour les articles homonymes, voir James Berkeley et Berkeley.
James Berkeley (v. 1394 † 22 octobre 1463), baron Berkeley créé par mandat en 1421, aussi connu sous le nom de « James the Just », est un pair d'Angleterre.
Fils de Sir James Berkeley et d'Elizabeth (née Bluet), il hérita des domaines de son oncle Thomas, 5e baron Berkeley (cr. 1295 ; abéant), sans toutefois pouvoir récupérer le château de Berkeley, possession de sa cousine Elizabeth de Beauchamp, comtesse de Warwick.  Lord Berkeley engagea pour cela une faide, et ce n'est qu'en 1421 que les Warwick lui abandonnèrent ce fief. Dans l'année, James Berkeley était élevé au rang de pair héréditaire et député de la chambre des lords en tant que Lord Berkeley. Toutefois la faide se poursuivit : sa troisième épouse, Isabel, fut enlevée par le comte de Shrewsbury, gendre de la comtesse de Warwick, et mourut en détention en 1452.
Son fils par troisièmes noces, William Berkeley (en), lui succéda en tant que 2e baron Berkeley, promu marquis de Berkeley.